# 伊丹スポーツセンター
伊丹市立伊丹スポーツセンター（いたみしりついたみスポーツセンター、 Itami Sports Center）は、日本の兵庫県伊丹市にある運動公園と敷地内に立地するスポーツ関連施設群である。運営は指定管理者制度に基づき、公益財団法人いたみ文化・スポーツ財団が行っている。

## 概要
伊丹市の市制施行当初は西台に市民グラウンドが設けられていたが、1968年（昭和43年）に実施された阪急伊丹線の高架化に伴い、阪急電鉄がグラウンドの敷地を買い取って跡地に阪急伊丹駅を移転させた。そのため、1972年（昭和47年）に市民グラウンドの代替施設として市北西部の鴻池に伊丹スポーツセンターが開設された。
施設は体育館（卓球場、剣道場、柔道場併設）、室内プール、陸上競技場、野球場、テニスコート（人工芝、13面）から構成されるが、開設から40年以上が経過して施設の老朽化が進行していたため、体育館では2016年（平成28年）から2017年（平成29年）3月まで耐震補強工事が実施された。
施設の管理運営は同名の公益財団法人伊丹スポーツセンターが行っていた が、同財団は2017年4月に伊丹市文化振興財団と合併し、いたみ文化・スポーツ財団となっている。

## 施設
いずれも1972年（昭和47年）竣工。

### 体育館
バスケットボールまたはバレーボールでの使用は2面、バドミントンでの使用は6面。1階に剣道場、2階にトレーニングルーム、3階に卓球場と柔道場を設置。
築40年以上が経過して老朽化が進み、耐震性に問題があると診断されたため、2016年7月から2017年2月末までの予定で利用を休止し、耐震補強工事が実施された。

### 室内プール
- 25m×8コース

### 陸上競技場
日本陸上連盟第四種公認競技場、全面クレー舗装。
Jリーグ・ヴィッセル神戸が2006年（平成18年）に設立したユースチームの伊丹U-15が本拠地として使用しており、同クラブのサッカースクールが開設されている。また、アメリカンフットボール・Xリーグでは第3部（X3）の関西地区公式戦が開催されている。
観客席は2002年（平成14年）のサッカー・FIFAワールドカップで会場となった神戸ウイングスタジアムの仮設スタンドで使用されていたものを譲り受けて再利用し、現在の規模に拡充された。
施設概要
- グラウンド総面積：19,995m2
- ピッチ：クレー舗装
- トラック：400m×8コース
- 照明設備：4基
- 収容人員：3,299人

### 野球場
プロ野球の公式戦開催実績はないが社会人野球では広く利用されており、2009年（平成21年）に全日本クラブ野球選手権大会で優勝したトータル阪神（2014年解散）の本拠地球場としても使用された。また、関西地区大学準硬式野球トーナメント大会の主会場としても使用されている。
グラウンドは扇形でなく五角形に近い形状をしており、両翼が100mとプロ公式戦規格を充足しているのに対してセンターが115mと狭くなっている。スコアボードは開場当初から手動式のものが使用されていたが、2010年（平成22年）にリニューアルされてLED式となり、この際にカウント表示が「SBO」順から国際規格の「BSO」順へ変更されている。なお、リニューアル前からオーダーの表示欄は設けられていない。
施設概要
- グラウンド総面積：12, 525m2
- 両翼：100m、中堅：115m
- 内野：クレー舗装、外野：天然芝
- 照明設備：4基
- スコアボード：LED式（オーダー表示欄なし）
- 収容人員：1,208人

### テニスコート
人工芝13面。かつては一部クレー舗装のコートが設けられていたが、後に全面が人工芝となった。

## 交通
阪急伊丹駅前バスターミナル2番のりば、もしくはJR伊丹駅前「JR伊丹」停留所2番のりばから伊丹市バス1〜3系統・荒牧バラ公園行きに乗車、スポーツセンター前停留所で下車。